# Larisa Ratushnaya
Larisa Ratushnaya (em russo:  Лариса Ратушная; Tyvrob, 9 de janeiro de 1921 – Vinnytsia, 18 de março de 1944) foi uma combatente soviética partidária e da resistência secreta. Ela foi postumamente premiada com o título de Heroína da União Soviética em 8 de maio de 1965, vinte anos após o fim da guerra.

## Início da vida
Ratushnaya nasceu em 9 de janeiro de 1921 em uma família ucraniana de camponeses na vila de Tyvrob, localizada na atual Ucrânia. Ela se tornou um membro do Komosmol em 1937, pouco antes de se formar na escola secundária em 1938. Em 1939 ela entrou na Universidade Estadual de Moscou, mas teve que adiar seus estudos após a invasão alemã da União Soviética.

## Segunda Guerra Mundial
Depois de deixar seus estudos na Universidade Estadual de Moscou, ela ingressou em cursos de enfermagem para poder se alistar na milícia local depois de completar o treinamento. Como assistente médica na 8ª Divisão Krasnopresnenskaya, ela participou da Batalha de Moscou. Em outubro de 1941 foi capturada e aprisionada pelas forças inimigas em Naro-Fominsk, mas depois conseguiu fugir para Vinnytsia. Em janeiro de 1942, ela se juntou à unidade partidária Vinnytsia sob o comando de Ivan Bevz. Ratushnaya era conhecida por seu talento para forjar documentos e selos alemães, salvando a vida de muitas pessoas ao fornecer identificações para ex-prisioneiros de guerra, bem como formas de isentar as pessoas da deportação para a Alemanha, permitindo ainda mais as atividades da unidade partidária. Devido a sua fluência em alemão, ela conseguiu se infiltrar em um campo de prisioneiros de guerra e ajudar vários prisioneiros a escapar.
Ratushnaya foi novamente presa pela Gestapo em julho de 1942, enquanto trabalhava em uma fábrica de velas e a mandou para o campo de concentração em Hnivan, de onde fugiu em abril de 1943. Depois de sua segunda fuga, retornou às atividades partidárias, trabalhando em um improviso. impressão de tomada de saída panfletos "antieixo" e entregue vários suprimentos, incluindo armas, munições e medicamentos para outros destacamentos partidários. Em 18 de março de 1944, ela foi morta por um infiltrado do Eixo de sua unidade, que bateu à sua porta e pediu para falar com ela antes de atirar nela duas vezes. Ela foi enterrada com todas as honras militares no Parque da Glória em Vinnytsia, onde agora há um memorial da chama eterna. Mais de vinte anos após sua morte, ela foi postumamente concedida ao título de Herói da União Soviética por decreto do Soviete Supremo para suas atividades de resistência.